# ラルジャンティエール
ラルジャンティエール（仏: Largentière、オック語: L'Argentièira）は、フランスのオーヴェルニュ＝ローヌ＝アルプ地域圏、アルデシュ県にあるコミューン。県内に二つある郡庁所在地の一つである（もう一方はトゥルノン＝スュル＝ローヌ）。
住民はラルジャンティエロワ（Largentiérois）、もしくはラルジャンティエロワーズ（Largentiéroises）と呼ばれる。郡庁所在地としてはアルプ＝ド＝オート＝プロヴァンス県のカステラーヌに次いで、国内で二番目に小さい。

## 地理
県南部、リーニュ川の渓谷沿いに位置する。オーブナの南10km、ヴァランスの南西85kmにある。

## 歴史

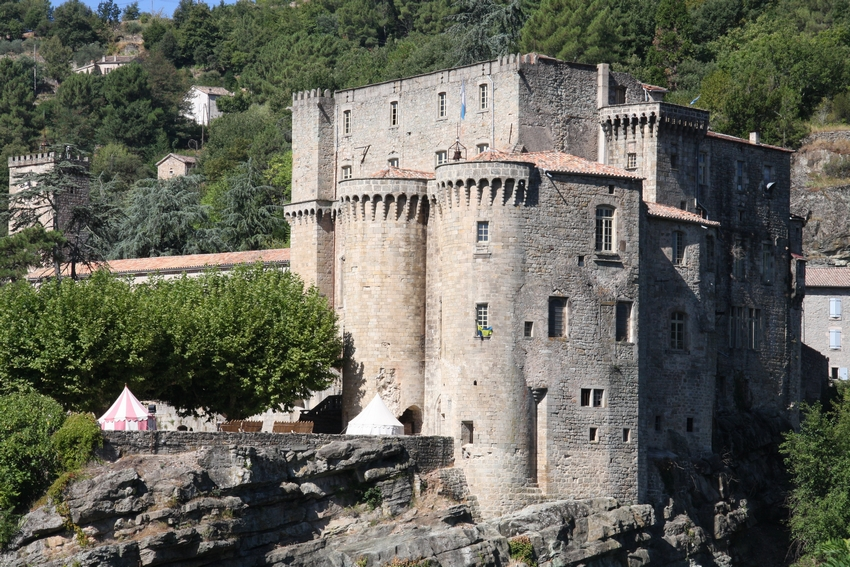
ラルジャンティエール城

13世紀までは「セギュアリエール」（Segualeriæ）という地名であった。10世紀から15世紀にかけ、トゥールーズ伯とヴィヴィエ司教により銀鉱が開拓された。
かつて街を支配したヴィヴィエ司教や地元の名家は、中世の街並み、15世紀の城、13世紀に建てられたノートル＝ダム＝デ＝ポミエ教会などの建築遺産を守ってきた。
小さな村だったラルジャンティエールは19世紀に工業化を遂げた。今日、ラルジャンティエールには郡庁が置かれ、県南部の行政の中心地となっている。その一方、夏には観光客でたいへん賑わう。
1982年まで、パリ・リヨン・地中海鉄道（PLM）とフランス国鉄（SNCF）がサン＝セルナンとの間で鉄道を走らせていた。かつての駅舎は既に取り壊され、跡地に憲兵隊兵舎と消防署が建てられた。
1974年12月1日にトリエを編入したが、1989年1月1日に分離した。

### 紋章
ラルジャンティエールの紋章には、紺地に両側2箇所の物見台と銃眼つきの塔を有する白い城が描かれている。塔には白旗が立てられている。全てレンガ造りで、黒で明り取りの窓が描かれている。

## 行政
近年の首長
| 就任年    | 退任年    | 氏名                     | 所属政党   | 備考 |
| --------- | --------- | ------------------------ | ---------- | ---- |
| 1983年    | 1995年    | アンドレ・モンテイユ     | 共和国連合 |      |
| 1995年    | 2001年3月 | エドモン・ラフォン       | 右派諸派   |      |
| 2001年3月 | 2014年3月 | ジャン＝ロジェ・デュラン | 新中道     | 議長 |

議会は首長も含め19人で構成される。

## 人口の推移[3][4]
| 1793年 1793人 | 1800年 1706人 | 1806年 1952人 | 1821年 2250人 | 1831年 2919人 | 1836年 2879人 | 1841年 3088人 | 1846年 3214人 | 1851年 3160人 |
| 1856年 3281人 | 1861年 2992人 | 1866年 3144人 | 1872年 3135人 | 1876年 2962人 | 1881年 2783人 | 1886年 2697人 | 1891年 2820人 | 1896年 2472人 |
| 1901年 2354人 | 1906年 2283人 | 1911年 2165人 | 1921年 1887人 | 1926年 2043人 | 1931年 1855人 | 1936年 2021人 | 1946年 1777人 | 1954年 1673人 |
| 1962年 1819人 | 1968年 2888人 | 1975年 2782人 | 1982年 2520人 | 1990年 1990人 | 1999年 1942人 | 2007年 1820人 |               |               |

1962年から1968年にかけ、人口が急激に上昇したのは、ラルジャンティエールが多くのハルキ（北アフリカでフランス軍補充兵となった現地人兵士）を受け入れたためである。また、1982年から1990年にかけて減少したのは1989年にトリエが分離したためである。

## 観光スポット
- 15世紀のラルジャンティエール城
- 中世の街並み
- 13世紀に建てられた、ゴシック様式のノートル＝ダム＝デ＝ポミエ教会

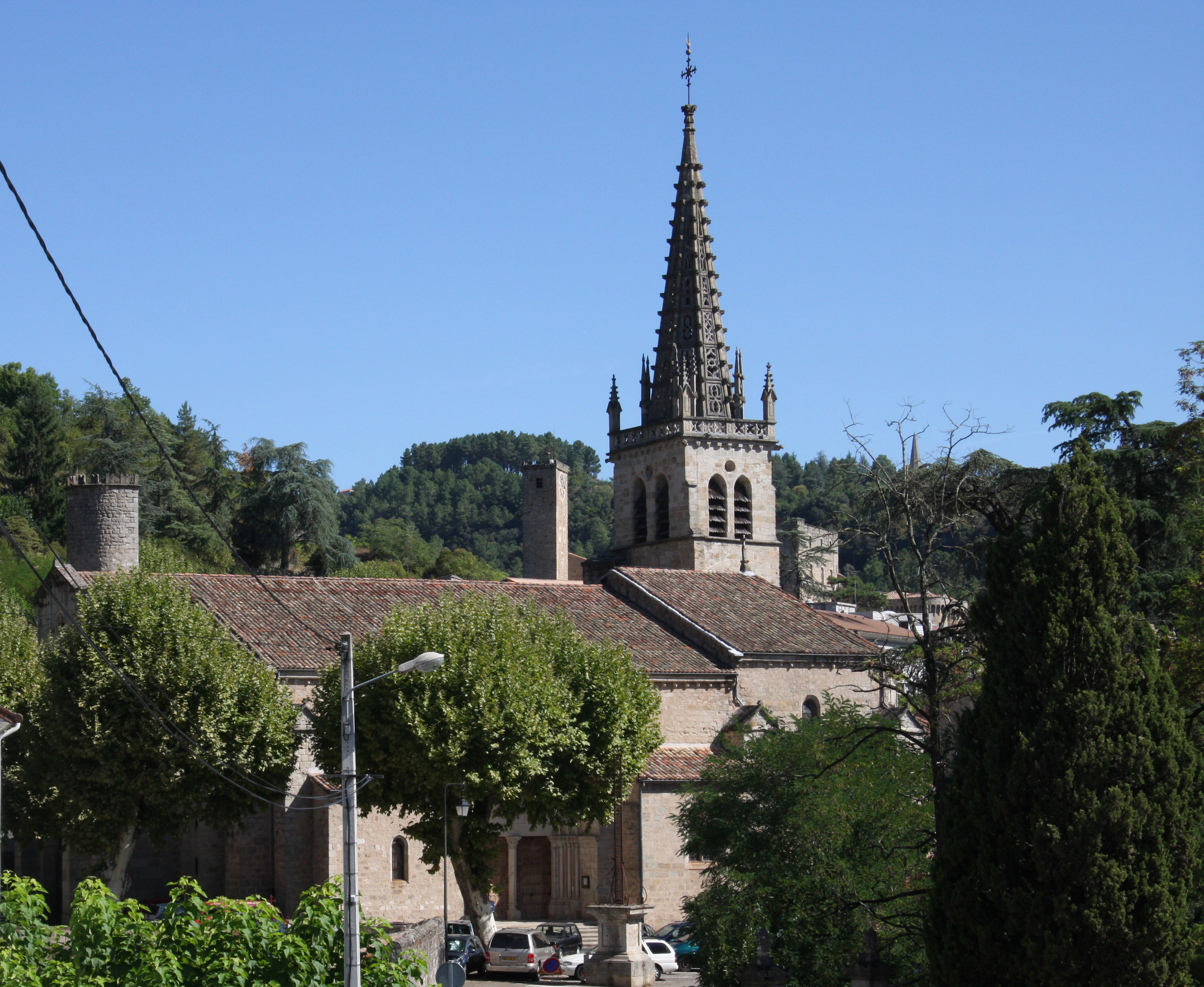
外観
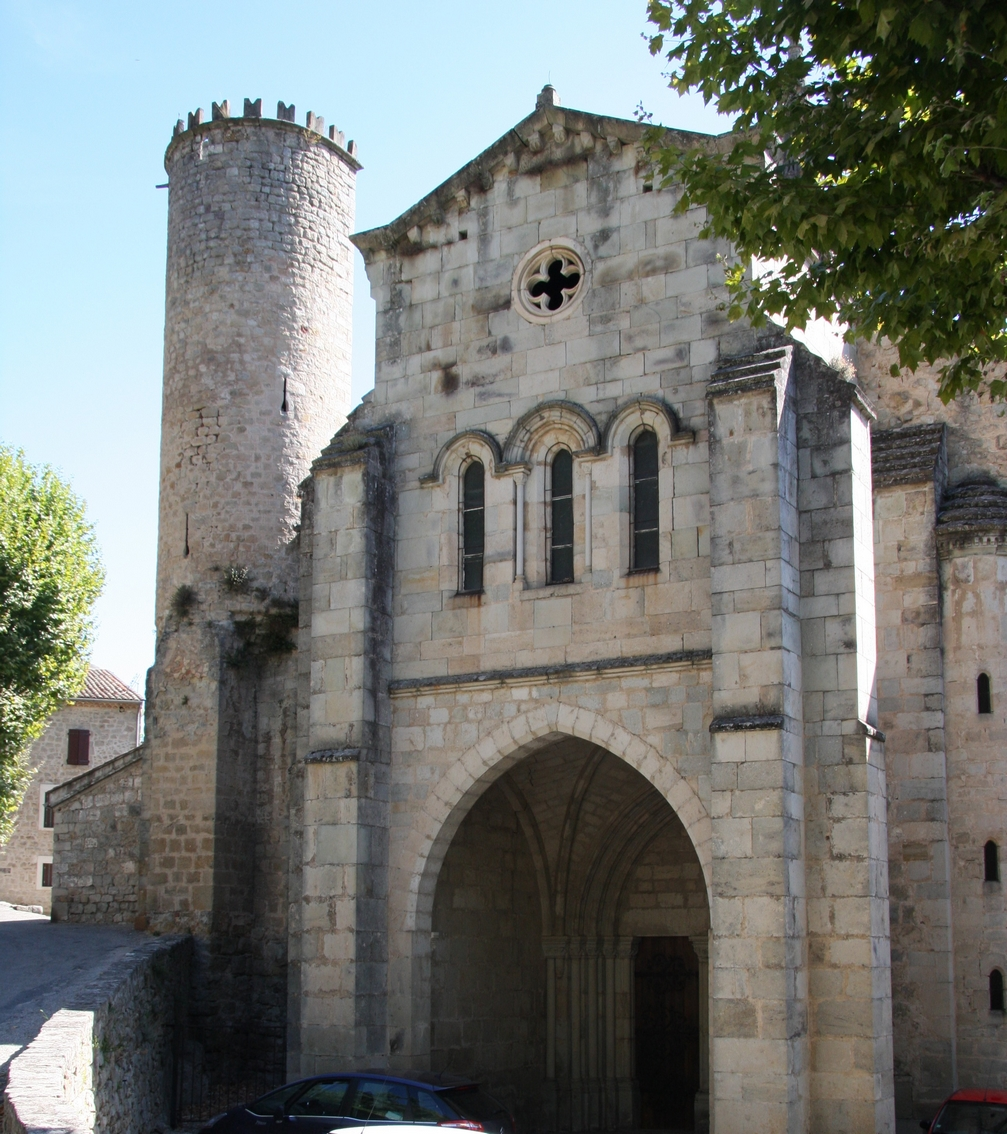
西門
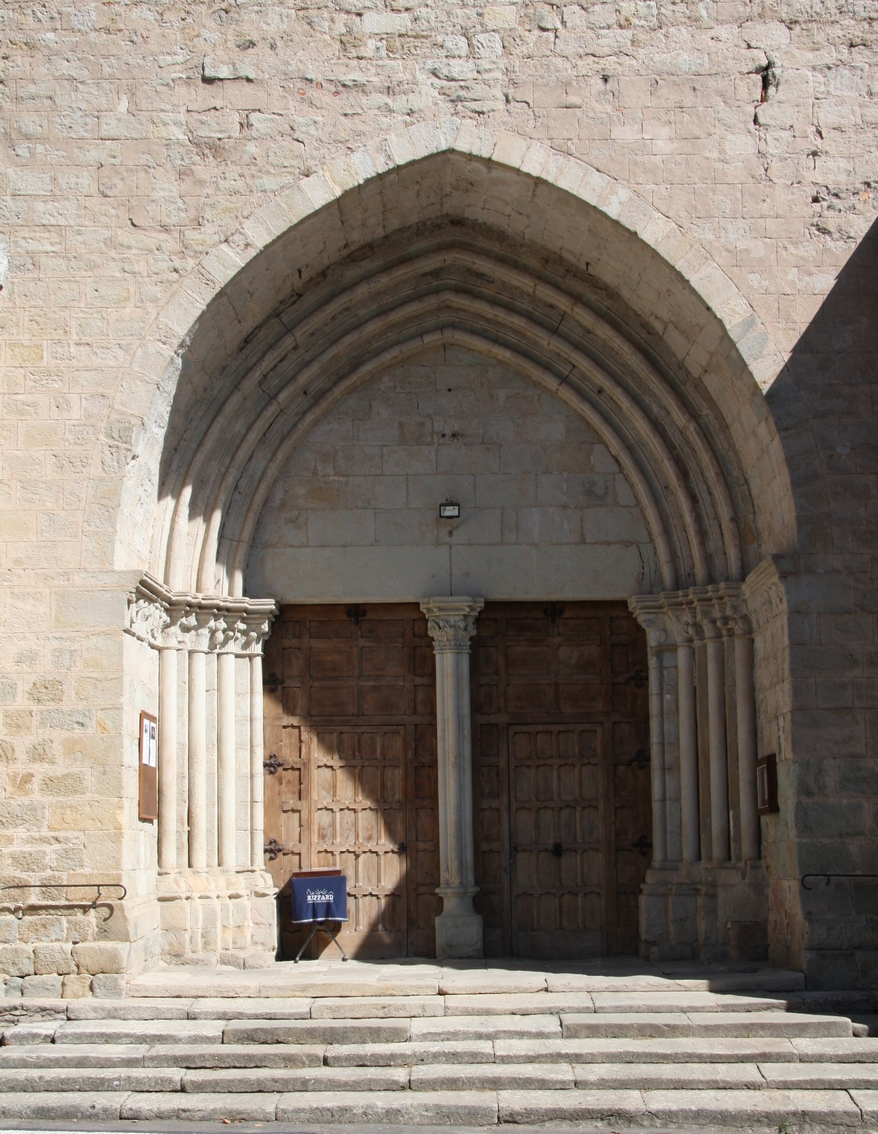
正門
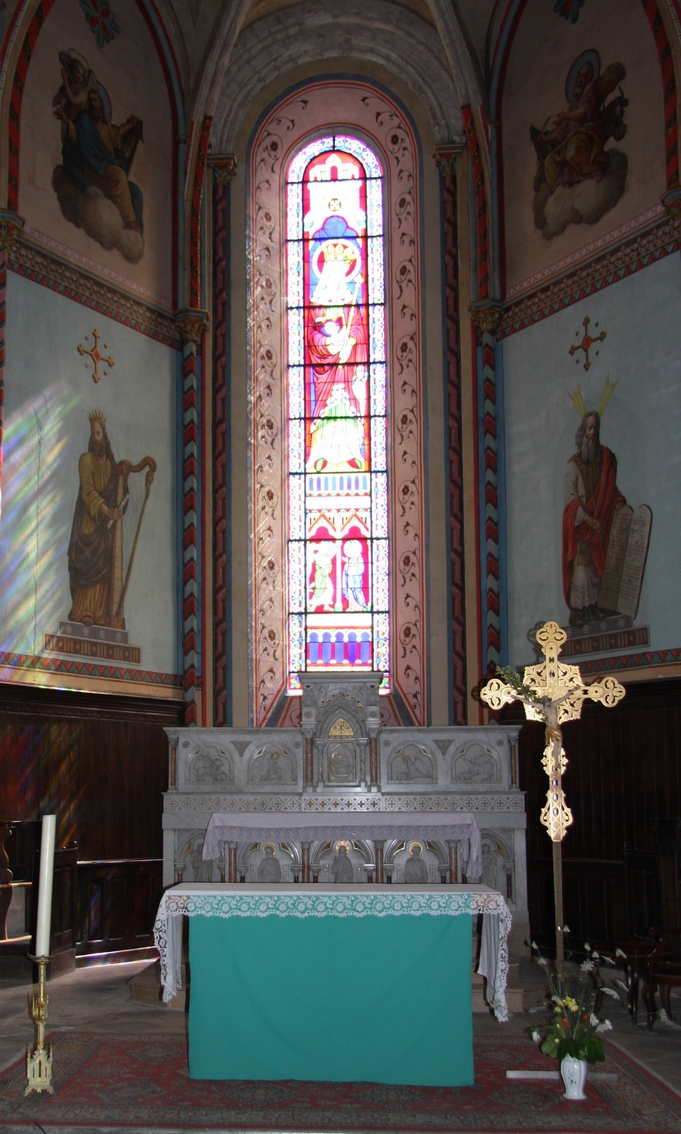
祭壇
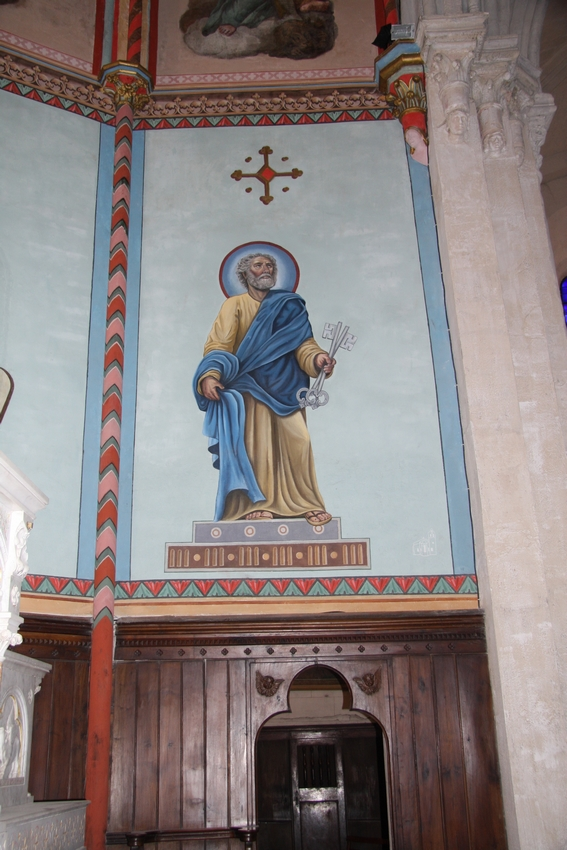
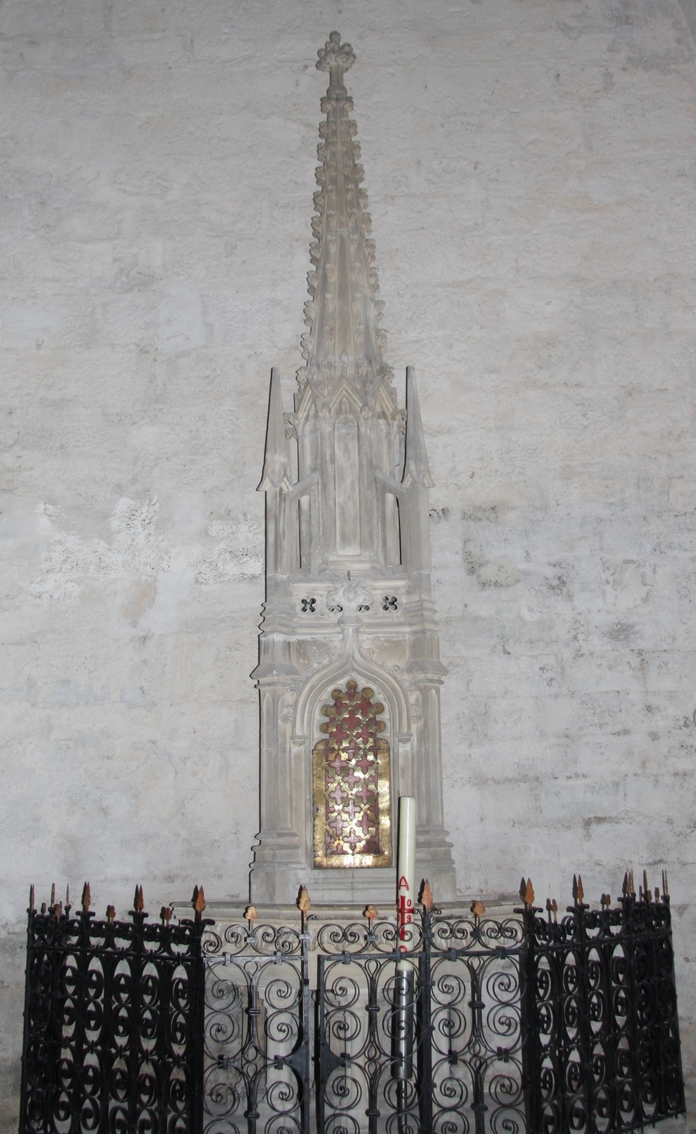
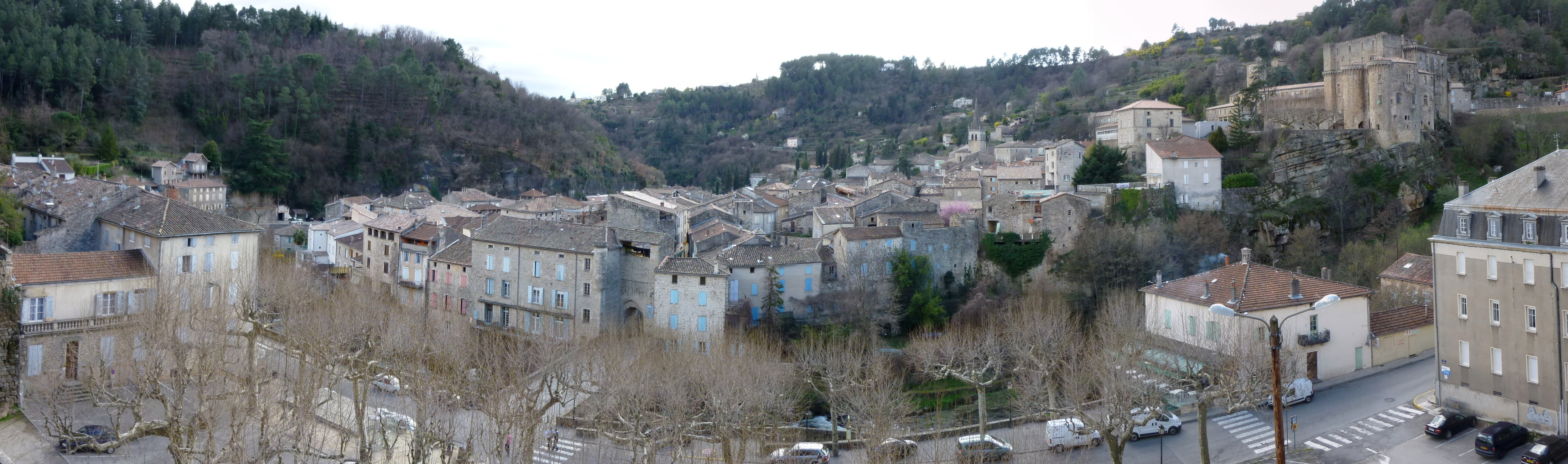
村のパノラマ

- 絹の博物館 - 蚕が飼育され始めてからの製糸の歴史を展示している

## 経済
1982年まで、ペナロヤ社が鉛、亜鉛、銀を採掘していた。これらの鉱山はかつてロスチャイルド家の所有だった。鉱山が閉鎖された今、製糸産業は危機に瀕しており産業基盤は弱体化している。

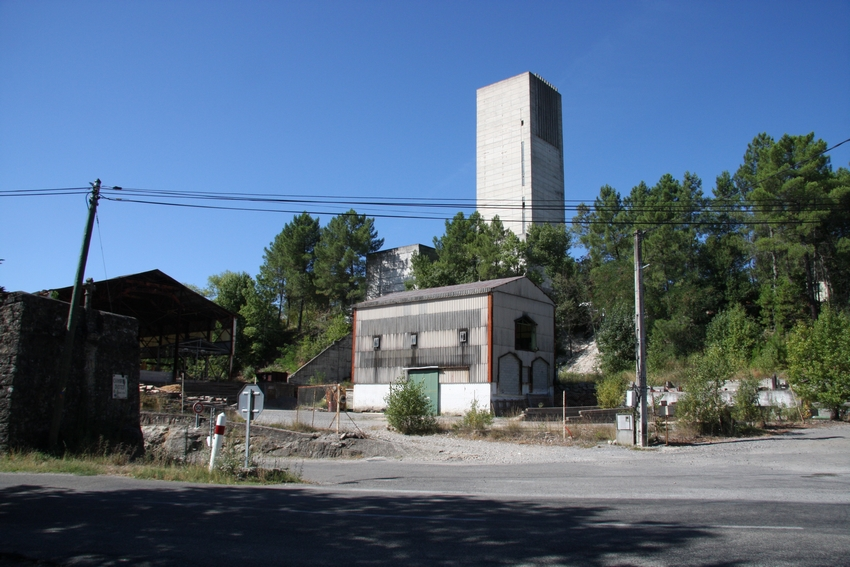
放置された採掘施設
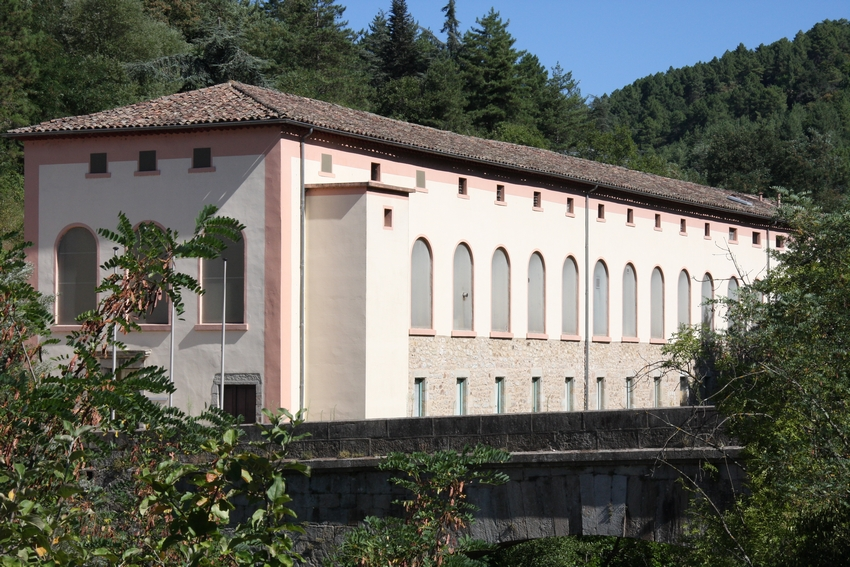
オメガ製薬研究所。製糸工場の改装例である

## ゆかりの人物
- ジャン＝ルイ・ジロー＝スーラヴィ（1752年 - 1813年） 地理・歴史家。著書に「南仏自然史」（全八巻、未完）や「ルイ16世治世下の歴史・政治回想録」がある
- アルバン・マゾン（1828年 - 1908年）、別名「フランク博士」 ヴィヴァレー地方の歴史家。1904年には「ラルジャンティエール史」を出版した
- エドゥアール・フロマン（1884年 - 1973年） 政治家
- ルイ＝ガブリエル・スーシェ（1770年 - 1826年） 軍人。ノートル＝ダム＝デ＝ポミエ教会に眠っている
- アレン・モーヴァン（1944年 - ） リヨン・アカデミー元学長
- アンリ・リヴィエ（1870年 - 1950年） アルメニア紙の創始者の一人
- ミシェル・テストン（1944年 - ） 詩人・作家。著書に「ロートレアモン伯爵、詩人の仕事における神経症とキリスト教」がある
- ジェローム・ティセラン（1948年 - ） 画家。パリ市文化顧問、エヴルー文化庁理事を務める。レジオンドヌール勲章の「シュヴァリエ」受章